# Floopaloo
Floopaloo (Flapacha, où es-tu?), originariamente trasmessa in Italia con il titolo Summercamp, è una serie televisiva animata francese ideata e diretta da Hugo Gittard e Jean Cayrol e prodotta da Xilam in collaborazione con Télétoon+.
La prima stagione è stata trasmessa in Italia su Rai 2 dal 3 luglio 2013 con il nome Summercamp. La seconda stagione viene poi trasmessa dal 22 febbraio 2016 su Frisbee cambiando lo studio di doppiaggio e il titolo in Floopaloo (titolo usato anche per la trasmissione su K2).

## Trama
La serie narra le vicende di due cugini, Matt e Lisa, che passano l'estate in un campo estivo supervisionato principalmente dall'intendente Ippolito, dalla amorevole direttrice Olga (fin troppo calma il più delle volte) e dall'assistente Annetta, che propone diversi laboratori; insieme a loro ci sono altri ragazzini loro amici della stessa età, i principali sono i due amici Bryan e Malik, Greta e le due gemelle Maria e Giovanna. A loro si aggiunge Squeak, lo scoiattolo di Lisa, che, come si scopre in un episodio, ha la stessa età degli altri ragazzi. Matt (diminutivo di Matthias) e Lisa hanno entrambi una missione personale: lui vuole diventare un reporter come la madre e cerca disperatamente di fotografare con il suo cellulare il misterioso Flapacha (nella 2ª stagione Floopaloo, creatura magica che dà il nome alla serie, anche detto "Re della Foresta") che vive nella "Valle delle Sorprese" (chiamata così dai ragazzi per la quantità di cose strambe e situazioni che gli si presentano davanti durante il loro soggiorno al campo estivo), ovvero il bosco intorno al campo estivo, luogo al quale, tra l'altro, la cugina Lisa è molto legata in quanto di origini sioux, e si sente in dovere di proteggerlo e conservarne i misteri in un quaderno dei segreti. Nella Valle delle Sorprese, grazie al quaderno segreto di Lisa, trovano molti oggetti magici che serviranno in situazioni spinose. Ad un certo punto raggiungono i cinquecento oggetti magici e sono costretti a restituirli tutti.

## Personaggi e doppiatori
- Matt (diminutivo di Matthias) - un ragazzo intelligente e colto, con il sogno di diventare giornalista come la madre; cerca a tutti i costi di ottenere una notizia da mettere sul suo blog. Sogna di fotografare il Flapacha o Floopaloo, il re della foresta. Vuole fare il reporter. È considerato quello che si vergogna di più tra i personaggi, data la sua tendenza ad arrossire. Non è molto bravo a nascondere i segreti. Gli piace Annetta. È doppiato in originale da Victor Carles (st. 1), Maxime Lezeau (st. 2) e in italiano da Gaia Bolognesi.
- Lisa - cugina di Matt. Ha 10 anni, è intelligente ed è la migliore amica di Greta. Ha ereditato da sua nonna il quaderno segreto, che le permette di scoprire e accedere a molte cose della foresta incantata. È allergica alle fragole. È la custode dei segreti della foresta, scritti sul suo quaderno segreto. Malik e Bryan hanno una cotta per lei, ma solo una volta ammise che le piace Bryan. È doppiata in originale da Orphée Silard e in italiano da Perla Liberatori.
- Malik - ragazzo sfortunatissimo, si caccia sempre in tantissimi guai da cui il Floopaloo lo salva regolarmente. È da sempre il migliore amico di Bryan, con cui resta per la maggior parte della giornata, ed è anche il suo compagno di stanza. Ha una cotta per Lisa. È doppiato in originale da Ludovic François (st. 1), Kyham Djelloul (st. 2) e in italiano da Federico Campaiola.
- Bryan - esibizionista ed appassionato di sport estremi, ama la sporcizia perché detesta l'acqua. Adora qualsiasi cosa abbia a che fare con lo skateboard ed è sempre alla ricerca di qualcosa di nuovo e eccitante. In un episodio scopre la sua abilità nel dipingere le unghie, cosa nella quale è bravissimo, ma si vergogna di dirlo ai suoi amici. Il suo migliore amico è Malik e fanno moltissime cose insieme, anche se Malik ha sempre paura di farle. In un episodio si emoziona quando Greta legge una poesia triste per recuperare la tristezza di Ippolito, ma lui si vergogna di mostrare i suoi sentimenti. Ha una cotta per Lisa. È doppiato in originale da Abraham Rist (st. 1), Lounis Peter (st. 2) e in italiano da Stefano Broccoletti.
- Maria e Giovanna (Marie-Jeanne e Jeanne-Marie) - gemelle esperte di moda e bellezza, leggono sempre riviste di moda e amano farsi le unghie tra loro e ai loro amici. Si definiscono esperte d'amore e formano la "Brigata dell'amore". Detestano essere uguali in tutto e odiano quando i loro amici le confondono, ma loro si impegneranno a trovare le differenze tra le due. Cercano sempre di prendere in giro gli altri, sempre nel campo dell'amore; come nel caso di Matt e Annetta. Ammirano molto Bryan per le sue capacità sportive, mentre lo odiano per la sua passione per lo sporco. Sono anche ammiratrici di Dj Romeo e Roby Robson. Leggono, in quasi tutti gli episodi, le riviste sulla cronaca rosa, e amano spettegolare. Sono doppiate in originale da Clara Poincaré e in italiano da Gaia Bolognesi (st. 1) e Francesca Rinaldi (st. 2).
- Greta - una ragazza molto intelligente e sensibile; è l'unica che adora la matematica e i compiti delle vacanze. Ippolito la sfrutta spesso per la sua abilità nel sbrigare la contabilità. Ha una passione per la poesia, per la quale è molto dotata. È la migliore amica di Lisa. È testarda e ostinata, odia fare errori e una volta finisce per tornare indietro nel tempo, cercando di evitare di sbagliare a contare il punteggio di una partita. È doppiata in originale da Clara Esposito e in italiano da Monica Ward.
- Olga (Odile) - la direttrice del campo estivo, è molto dolce e preferisce risolvere tutto con calma e non con le maniere forti. È innamorata di Ippolito ed è sempre in imbarazzo quando gli parla. Quando si arrabbia urla nel suo vaso segreto. È doppiata in originale da Anne Mathot e in italiano da Ilaria Giorgino.
- Ippolito (Hippolyte) - può sembrare burbero e a volte quasi cattivo, ma in realtà è molto sensibile e romantico, è innamorato di Olga e cerca sempre di attirare la sua attenzione e arrossisce sempre quando le parla. Ha la mania di dare dei cartellini di diversi colori in base alle cose fatte; di solito infila nei capelli dei ragazzi un cartellino rosso definendolo la "punizione più severa del secolo". Il cartellino rosso e quello giallo consistono in settimane di lavaggio piatti; naturalmente al cartellino rosso corrisponde la punizione più lunga. Invece il "cartellino brillante" e il "cartellino d'oro" sono cartellini aggiuntivi donati rispettivamente a Matt e Bryan: Matt è stato premiato per un finto spettacolo di magia, mentre Bryan aveva pulito il campeggio sotto l'influenza di un oggetto magico della foresta. Ha paura dei topi. Sa suonare la Tromba, il Sassofono, la Chitarra e l'Ukulele e ha la passione nel modellismo, del boomerang e della pesca. Inoltre ama organizzare piccoli concerti per Olga, dove canta con toni incredibilmente stonati. Si considera un campione del gioco delle carte. È un ex militare ed è l'unico del campo ad aver mai visto il Flapacha. Quando fa le escursioni, gli piace cantare a ritmo. È doppiato in originale da Guillome Orsat e in italiano da Alberto Bognanni (st. 1) e Sergio Lucchetti (st. 2).
- Annetta (Annette) - aiuta a supervisionare il campo estivo; è piena di energia e usa spesso nomignoli per i ragazzi (come "coniglietti" o "lupetti"). Diventa però molto nervosa qualora qualcuno dovesse farle fare un test. In un episodio diventa direttrice al posto di Olga. È molto giovane, tra lei e i ragazzi non ci sono molti anni di differenza. Piace molto a Matt. Nell'episodio "Il fratello maggiore" si innamora di Bryan sotto l'effetto di un incantesimo. È doppiata in originale da Chloé Stefani e in italiano da Gaia Bolognesi (st. 1) e Veronica Benassi (st. 2).
- Squeak - è uno scoiattolo molto intelligente che ha la passione per le caramelle e i peluche; accompagna spesso Matt e Lisa nelle loro investigazioni sul Flapascià. Lisa a volte lo chiama "Scoiattolino". Ha all'incirca la stessa età di tutti i ragazzini del campo ed è molto affezionato a Lisa.
- Rosicchio (st. 1)/Waldo (st. 2) - è un castoro parlante, molto goffo e sbadato e, come Squeak, non può resistere alla vista di caramelle o dolcetti, di cui va pazzo. Gli cade sempre il lecca lecca nel lago, e inoltre è molto attratto dalle biglie.
- Dr. Grumpf - è un orso che si considera medico, ma non lo è. A volte aiuta Lisa a riprendersi da strane malattie. Viene tradotto da Squeak.
- Flapacha (st. 1)/Floopaloo (st. 2) - è il re della foresta vicino alla quale si trovano Matt e Lisa. Nessuno ha mai visto il suo vero aspetto, ma lo si rappresenta con due occhi gialli, in alcune puntate fa vedere alcuni suoi particolari come il pelo blu. Aiuta sempre tutti quelli in difficoltà e non esita mai a donare delle cose speciali che servono ai ragazzi del campo estivo. Ha molti aiutanti come le sue fidate formiche che parlano attraverso il cellulare di Matt e tanti altri animali della foresta. Vive in una capanna che si muove, dotata di varie comodità e tecnologie. Profuma di panna e caramello nella stagione 1, mentre nella stagione 2 la frase è stata cambiata in muschio e caramello.

## Episodi
| Stagioni         | Prima TV Francia | Prima TV Italia |
| ---------------- | ---------------- | --------------- |
| Prima stagione   | 2011-2012        | 2013            |
| Seconda stagione | 2013-2014        | 2016            |

### Prima stagione
| Nº | Titolo originale               | Titolo italiano                 | Prima TV Italia  |
| -- | ------------------------------ | ------------------------------- | ---------------- |
| 1  | Pas vu, pas pris               | Il polline della verità         | 3 luglio 2013    |
| 2  | Le lac Crado                   | L'ospite indesiderato           | 4 luglio 2013    |
| 3  | Boum secrète                   | Festa segreta                   | 5 luglio 2013    |
| 4  | Les pieds dans l'eau           | La grande piena                 | 8 luglio 2013    |
| 5  | Nuit blanche                   | Notte bianca                    | 9 luglio 2013    |
| 6  | Cirque d'été                   | Circo d'estate                  | 10 luglio 2013   |
| 7  | Trop, c'est trop               | La grotta nella foresta         | 11 luglio 2013   |
| 8  | Graine de clown                | Dolci risate                    |                  |
| 9  | L'arbre de la sagesse          | L'albero della saggezza         | 12 luglio 2013   |
| 10 | Le truc de Malik               | L'amuleto di Malik              | 15 luglio 2013   |
| 11 | Ruses de sioux                 | Parola di Squaw                 | 16 luglio 2013   |
| 12 | Alerte au glouton              | Occhio ai golosi                | 17 luglio 2013   |
| 13 | L'esprit du lac                | Il lago incantato               | 18 luglio 2013   |
| 14 | La chasse au bougogneux râleur | Caccia al tesoro                | 19 luglio 2013   |
| 15 | Ça colle !                     | Una colla magica                | 24 luglio 2013   |
| 16 | Sushi d'amour                  | Un amore di Sushi               | 22 luglio 2013   |
| 17 | Attention aux courants d'air   | La porta dei venti              | 23 luglio 2013   |
| 18 | Le grand frère                 | Il fratello maggiore            | 9 agosto 2013    |
| 19 | La colline aux secrets         | La collina dei segreti          |                  |
| 20 | Pomme d'amour                  | La mela dell'amore              | 25 aprile 2013   |
| 21 | Un grand gamin                 | Quel bambino di Ippolito        | 26 aprile 2013   |
| 22 | Miss Casse-Noisettes           | Scoiattolo per un giorno        | 2 agosto 2013    |
| 23 | La ronce des rêves             | La magia delle more             | 29 luglio 2013   |
| 24 | Réveille-moi si tu peux        | Svegliami se puoi               | 5 agosto 2013    |
| 25 | Le coup du lapin               | Conigli e mirtilli              |                  |
| 26 | Drôles de tomates              | Strani pomodori                 | 30 luglio 2013   |
| 27 | Le furet à cinq taches         | Il furetto dalle cinque macchie | 31 luglio 2013   |
| 28 | Chefs d'un jour                | Adulti per un giorno            | 1 agosto 2013    |
| 29 | Rendez-vous manqué             | Lo scoop mancato                |                  |
| 30 | Une truffe en or               | Un tartufo d'oro                | 6 agosto 2013    |
| 31 | Ni vu, ni connu                | Chi s'è visto s'è visto         |                  |
| 32 | Rendez-nous Hippolyte          | Incontri del terzo Ippotipo     |                  |
| 33 | Tornado                        | Tornado                         |                  |
| 34 | Supermatt                      | SuperMatt!                      |                  |
| 35 | Le jour le plus long           | Il giorno più lungo             |                  |
| 36 | Jour de miel                   | Il potere delle api             | 12 novembre 2013 |
| 37 | Les mûres légères              | Le more volanti                 |                  |
| 38 | Le chat du Flapacha            | Il gatto del Flapascià          | 13 novembre 2013 |
| 39 | L'œuf surprise                 | Uovo a sorpresa                 | 19 novembre 2013 |
| 40 | Le porte-bonheur               | Il portafortuna                 | 5 dicembre 2013  |
| 41 | La plus belle plante           | Una pianta vanitosa             | 14 novembre 2013 |
| 42 | Coup de froid                  | Freddo polare                   | 15 novembre 2013 |
| 43 | Non mais je rêve!              | Sogno o realtà                  | 27 novembre 2013 |
| 44 | Grosses têtes                  | Cervelloni                      | 4 dicembre 2013  |
| 45 | Signé Flapacha                 | Furto nel laboratorio           | 29 novembre 2013 |
| 46 | Le grand sommeil               | Il grande sonno                 | 3 dicembre 2013  |
| 47 | Le Grogloups                   | L'isola del Groglup             | 26 novembre 2013 |
| 48 | Le boomerang d'Hippolyte       | Il boomerang di Ippolito        | 28 novembre 2013 |
| 49 | La moustache                   | I baffi di Ippolito             | 22 novembre 2013 |
| 50 | La bulle                       | La bolla                        |                  |
| 51 | Nuit sans lune                 | Notte senza luna                | 21 novembre 2013 |
| 52 | Les goûts et les couleurs      | Un fiume di colori              | 6 dicembre 2013  |

### Seconda stagione
| Nº | Titolo originale                | Titolo italiano             | Prima TV Italia  |
| -- | ------------------------------- | --------------------------- | ---------------- |
| 1  | Soucis de souris                | Il ladro della dispensa     | 22 febbraio 2016 |
| 2  | À tes souhaits                  | Aa-choo!                    | 22 febbraio 2016 |
| 3  | La cabane du Flapacha           | La capanna sull'albero      | 23 febbraio 2016 |
| 4  | Mini Matt                       | Il mini reporter            | 23 febbraio 2016 |
| 5  | Poule mouillée, tête brûlée     | Il sentiero pericoloso      | 24 febbraio 2016 |
| 6  | Brocolicieux                    | A tutto broccolo!           | 24 febbraio 2016 |
| 7  | L'exil de Malik                 | La fuga di Malik            | 25 febbraio 2016 |
| 8  | Les deux reines                 | Le due reginette            | 25 febbraio 2016 |
| 9  | La main à la pâte               | Furto d'identità            | 26 febbraio 2016 |
| 10 | Le rhume du Flapacha            | Il raffreddore di Floopaloo | 26 febbraio 2016 |
| 11 | Le vilain petit gourmand        | Peccato di golosità         | 29 febbraio 2016 |
| 12 | Hippolyte cherche sa voix       | La voce di Ippolito         | 29 febbraio 2016 |
| 13 | L'admirateur de Bryan           | Un ammiratore per Bryan     | 1º marzo 2016    |
| 14 | Bienvenue chez les termites     | Benvenuti tra le termiti    | 1º marzo 2016    |
| 15 | Le délégué                      | Il delegato                 | 2 marzo 2016     |
| 16 | Greta sort de son cocon         | Una farfalla di nome Greta  | 2 marzo 2016     |
| 17 | Petit nuage                     | La nuvoletta                | 3 marzo 2016     |
| 18 | Petit Hippolyte deviendra grand | Il piccolo Ippolito cresce  | 3 marzo 2016     |
| 19 | Un cadeau au poil               | Un regalo perfetto          | 4 marzo 2016     |
| 20 | Une chevelure de rêve           | Capelli da sogno            | 4 marzo 2016     |
| 21 | Le Scarapince                   | Un insetto invidioso        | 7 marzo 2016     |
| 22 | La grande frousse               | La grande paura             | 7 marzo 2016     |
| 23 | Faut pas se gêner!              | Il grande bugiardo          | 8 marzo 2016     |
| 24 | Téléchargement interdit!        | Download proibito           | 8 marzo 2016     |
| 25 | Les jumelles désaccordées       | Differenze tra gemelle      | 9 marzo 2016     |
| 26 | Une erreur sans fin             | L'errore infinito           | 9 marzo 2016     |
| 27 | Le doudou gros dodo             | Il ninnolo magico           | 6 giugno 2016    |
| 28 | Amis pour la vie                | Amici per la vita           | 6 giugno 2016    |
| 29 | Pause pop-corn                  | La magia dei popcorn        | 7 giugno 2016    |
| 30 | Prête à tout                    | Disposta a tutto            | 7 giugno 2016    |
| 31 | Gros menteur                    | La ciliegia della verità    | 8 giugno 2016    |
| 32 | La nuit des castors filants     | La strana allergia          | 8 giugno 2016    |
| 33 | Le trou de l'oubli              | Il pozzo dell'oblio         | 9 giugno 2016    |
| 34 | La fée du logis                 | Il mago delle pulizie       | 9 giugno 2016    |
| 35 | Mauvais joueurs                 | Bisogna saper perdere       | 10 giugno 2016   |
| 36 | Que la fête commence!           | Che la festa cominci!!      | 10 giugno 2016   |
| 37 | Une nouvelle directrice         | La nuova direttrice         | 13 giugno 2016   |
| 38 | Que d'émotions!                 | Quante emozioni             | 13 giugno 2016   |
| 39 | Le maître de la blague          | Il maestro delle risate     | 14 giugno 2016   |
| 40 | Cap ou pas cap?                 | L'interruttore misterioso   | 14 giugno 2016   |
| 41 | Le compte est bon               | L'oggetto mancante          | 15 giugno 2016   |
| 42 | C'est qui le boss?              | Chi è il capo?              | 15 giugno 2016   |
| 43 | Merci du cadeau!                | Grazie per il regalo        | 16 giugno 2016   |
| 44 | L'amour est un oiseau rebelle   | L'amore è un uccellino      | 16 giugno 2016   |
| 45 | Héros malgré eux                | Eroi per caso               | 17 giugno 2016   |
| 46 | Première rencontre              | Il primo incontro           | 17 giugno 2016   |
| 47 | Radio Flapacha                  | Radio Floopaloo             | 20 giugno 2016   |
| 48 | Graine de Greta                 | I semi di Greta             | 20 giugno 2016   |
| 49 | La patacolle                    | La zampa-colla              | 21 giugno 2016   |
| 50 | Sa majesté Bryan                | Re per un giorno            | 21 giugno 2016   |
| 51 | Privée de carnet                | Lisa ed il quaderno segreto | 22 giugno 2016   |
| 52 | Le chouchou                     | Il cocco di Olga            | 22 giugno 2016   |

## Titoli internazionali
- Na tropie króla lasu in Polonia
- Sommarlägret in Svezia
- Floopaloo, where are you? negli Stati Uniti d'America